# Повреждение мозга
Поврежде́ние мо́зга — гибель или дегенерация клеток мозга по любой причине.
Гибель нервных клеток могут вызывать как внутренние, так и внешние факторы. К внешним факторам относятся травмы, прекращение подачи кислорода к клеткам (например, при асфиксии); к внутренним — последствия заболеваний мозга или других органов, может сопровождаться кислородным голоданием или механическими повреждениями клеток.
Повреждение мозга может носить как общий, так и локальный характер, и приводить к временной или постоянной потере функций организма, включая двигательную (параличи), интеллектуальную (органическое расстройство личности, амнезия).
Это понятие является общим для большого количества разного типа повреждений, таких, как черепно-мозговая травма (ЧМТ), которая является следствием физической травмы или травмы головы от внешнего фактора, или приобретённые повреждения мозга - понятие, используемое в определённых контекстах, чтобы отличить повреждения мозга, которые возникают после рождения от травм, генетических нарушений или пороков развития.
Согласно последним результатам медицинских и реабилитационных наблюдений, существует механизм реорганизации работы мозга при таких повреждениях, называется «нейропластичностью». Это часто приводит к тому, что синапсы организуют альтернативные маршруты в сети, чтобы восстановить предыдущие привычки. Нейропластичность - это свойство мозга реорганизовывать свою структуру, образуя новые нейронные связи в течение жизни.
Восстановление нервных клеток путём деления (регенерация) заблокировано, поэтому, хотя существует возможность появления новых нейронов из стволовых клеток, последствия повреждения мозга носят тяжёлый характер. Однако при небольших повреждениях и правильной реабилитации возможно восстановление утраченных функций. В частности, это достигается за счёт многократного запаса нервных клеток: деятельность погибших клеток компенсируют оставшиеся, и явные признаки повреждения проявляются при потере свыше 90 % количества нейронов, отвечающих за конкретную функцию.

## Признаки и симптомы
Симптомы повреждения головного мозга зависят от тяжести травмы и от их влияния на мозг. Существует три категории классификации степени повреждения: это мягкие, умеренные и тяжелые повреждения.

### Лёгкие повреждения
К симптомам легкого повреждения мозга относят головную боль, помрачение сознания, тиннитус (шум или звон в ушах), усталость, нарушение сна, настроения или поведения. К другим симптомам относятся проблемы с памятью, концентрацией, вниманием или мышлением. Нарколепсия и нарушения сна могут быть типичными ложными диагнозами в таком случае.
К симптомам у детей относят изменения в привычках потребления пищи, стойкое раздражение или грусть, нарушение внимания, беспокойный сон или потерю интереса к игрушкам.

### Умеренные повреждения
Умеренные повреждения головного мозга протекают с когнитивными симптомами, к которым относятся спутывания мыслей, агрессивность, ненормальное поведение, невнятная речь, коматозное состояние или другие нарушения сознания. К физическим симптомам относятся головная боль, которая не исчезает или нарастает, рвота или тошнота, судороги, ненормальное расширение глаз, невозможность пробудить человека ото сна, слабость конечностей и потеря координации.

### Тяжёлые повреждения
В случаях тяжёлого повреждения мозга велика вероятность существования областей с постоянным нарушением функционирования, включая нейрокогнитивную недостаточность, бред (который часто является специфическим, монотематическим), проблемы речи или движения и интеллектуальная недостаточность. Также возможны индивидуальные изменения. Наиболее тяжёлые случаи приводят к коме или даже к постоянному вегетативному состоянию.

## Корреляция места повреждения и симптомов
Место повреждения мозга предусматривает определённые симптомы и вследствие этого нарушения является специфическим для данной части пораженного мозга. Размер повреждения часто связан с тяжестью и выздоровлением. Повреждения часто приводят к нарушениям функций или инвалидности, которые могут значительно различаться в зависимости от степени тяжести.
Исследования показывают, что существует корреляция между повреждениями мозга и расстройствами речи. Афазия Вернике связана с аномией, образованием неизвестных слов (неологизм), и проблемами с пониманием. Симптомы афазии Веринке возникают при травмировании заднего отдела верхней височной извилины.Повреждение центра Брока как правило приводит к таким симптомам как изменения в произношении звуков, дислексией, дисграфии, и проблемы с пониманием и воспроизведением. Афазия Брока свидетельствует, что повреждения локализуются в задней внутренней лобной извилине мозга.
Ухудшение, вызванные травмой определённого участка мозга не обязательно означают, что поврежденный участок мозга отвечает за когнитивный процесс, который был нарушен. Например, при алексии, способность читать нарушается при повреждении двух областей: левой зрительной области и связей между правой визуальной областью и речевыми областями (область Брока и область Вернике).